# 1913 في إسبانيا
فيما يلي قوائم الأحداث التي وقعت خلال عام 1913 في إسبانيا.

## سياسة

### تعيين في المنصب
- 24 مايو – ألفارو دي فيجويرا وتورس Minister of Grace and Justice ‏.

### انتهاء فترة المنصب
- 13 يونيو – ألفارو دي فيجويرا وتورس Minister of Grace and Justice ‏،President of the Council of Ministers ‏.

## مواليد

### فبراير
- 7 فبراير – رامون ميركادير
- 23 فبراير – سالفادور أرتيغاس لاعب كرة قدم.

### مارس
- 3 مارس – لويس ميرو لاعب كرة قدم.

### يونيو
- 20 يونيو – خوان، كونت برشلونة

## وفيات

### يناير
- 1 يناير – خوسيه رويث بلازكو (مواليد 1838)
- 28 يناير – سيجسموندو موريت (مواليد 1833) سياسي وكاتب إسباني.

### مايو
- 12 مايو – انركيتا مارتي (مواليد 1868) خادمة منزل إسبانية.